# Крејг (Колорадо)
Крејг (енгл. Craig) град је у америчкој савезној држави Колорадо.

## Демографија
По попису из 2010. године број становника је 9.464, што је 275 (3,0%) становника више него 2000. године.
| Група             | 2000.         | 2010.         |
| Белци             | 7.957 (86,6%) | 7.531 (79,6%) |
| Афроамериканци    | 28 (0,3%)     | 28 (0,3%)     |
| Азијати           | 39 (0,4%)     | 55 (0,6%)     |
| Хиспаноамериканци | 992 (10,8%)   | 1.651 (17,4%) |
| Укупно            | 9.189         | 9.464         |